# Nyctimene vizcaccia
Nyctimene vizcaccia é uma espécie de morcego da família Pteropodidae. Pode ser encontrada em Papua-Nova Guiné e Ilhas Salomão.